# Dinsheim-sur-Bruche
Dinsheim-sur-Bruche é uma comuna francesa na região administrativa de Grande Leste, no departamento Baixo Reno. 